# Omiltemia
Omiltemia es un género monotípico de plantas fanerógamas de la familia de las rubiáceas. Su única especie, Omiltemia longipes Standl. (1918), es nativa del sur de México.

## Taxonomía
Omiltemia longipes fue descrita por Paul Carpenter Standley y publicado en Journal of the Washington Academy of Sciences 8: 427, en el año 1918.